# Деривационный канал (Чирчик)
Деривацио́нный кана́л Чирчи́кских ГЭС (узб. Chirchiq GESlar Derivatsiya kanali) входит в состав Чирчик-Бозсуйского водного пути, протекая на правом берегу реки Чирчик по территории Бостанлыкского района и города Чирчика в Ташкентской области. Встречается также наименование канал Биях Деривационный.
В ряде источников данный участок водного пути не рассматривается отдельно, а считается верхним течением канала Бозсу или канала Зах.
Служит энергетическим трактом для каскада Чирчикских ГЭС.

## Описание
Деривационный канал Чирчикских ГЭС берёт начало на Газалкентском гидроузле, отходя вправо от реки Чирчик (но левее Большого Келесского магистрального канала). В источниках приводятся различные данные о пропускной способности его головных сооружений — 260 и 310 м³/с. Течёт в общем юго-восточном направлении. Длина канала составляет 27 км.

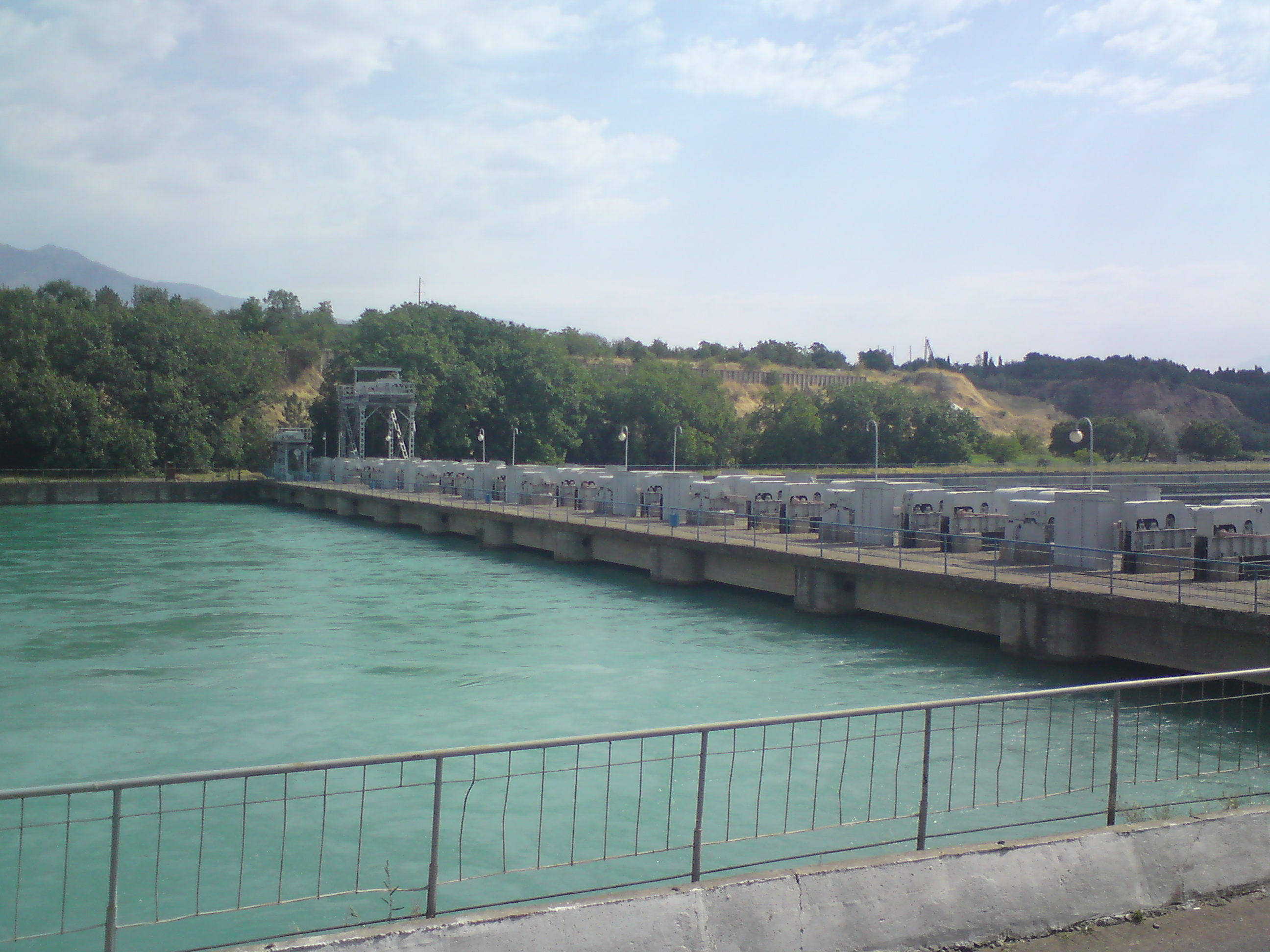
Верхний деривационный канал
за сооружениями Газалкентского гидроузла

В составе водного пути выделяются участки: Верхний Деривационный канал (9,43 км) — от Газалкентского гидроузла до Таваксайской ГЭС, Средний Деривационный канал (7 км) — от Таваксайской ГЭС до Чирчикской ГЭС имени Логинова, Нижний Деривационный канал (7,22 км) — от Чирчикской ГЭС до ГЭС Аккавак-1.
Из Нижнего Деривационного канала отходит водосброс в Чирчик, после чего расход воды снижается до 110 м³/с.
За ГЭС Аккавак-1 впадал в канал Бозсу, сейчас фактически переходит в него (так как перестал существовать участок бозсуйского русла выше слияния). Высота устья — 574 м над уровнем моря.

## Отводы Деривационного канала
В районе железной дороги Ташкент — Ходжикент, от Деривационного канала берёт начало сбросной канал, впадающий в реку Чирчик.
На верхнем бьефе ГЭС Аккавак-1 даёт начало крупным правым отводам Ханым и Зах.

## Интересные факты
- До строительства деривационного канала, ручьи, стекающие с хребта Каржантау (например, Азадбашсай, Таваксай) впадали в Чирчик. На берегах этих ручьёв живут люди. Чтобы их привычный образ жизни не изменился, ручьи (даже пересыхающие) пересекают Деривационный канал Чирчикских ГЭС и Большой Келесский магистральный Канал по специально построенным акведукам или дюкерам и далее продолжают течение по историческому руслу[источник не указан 3440 дней].